# Лызлов, Михаил Иванович
Михаил Иванович Лызлов (псевдоним Мих. Вельский и другие) (13 февраля 1888, Воронеж ― декабрь 1943, Москва) ― революционер, журналист, писатель-фантаст.

## Биография
Родился 13 февраля 1888 года в городе Воронеже. В 1914 году, экстерном, окончил Воронежское реальное училище и 2-ю мужскую гимназию, потом Михаил Лызлов учился на медицинском факультете Харьковского университета. Михаил Иванович с юных лет был профессиональным революционером-большевиком, участником революционного движения. В 1906 году являлся членом Российской социал-демократической рабочей партии. Михаил Иванович Лызлов провёл около двух лет в тюрьмах и три года в ссылке. В 1908 году Михаил Лызлов был арестован и сослан на Север, в город Вельск Вологодской губернии, вернулся в 1910 году. В 1916―1917 годах служил в армии. Лызлов М. И. участвовал в Первой мировой войне.
В городе Воронеже с августа 1917 года Михаил Лызлов был на партийной, журналистской и издательской работе. Михаил Иванович в 1920-х годах был редактором  газеты «Воронежская коммуна», провинциальных партийных газет. Михаил Иванович Лызлов был редактором партийной газеты в Подмосковье, в Махачкале (1927), с 1928 года в городе Рязани.
М. И. Лызлов ― член губернского комитета Российской коммунистической партии (большевиков) и губернского исполнительного комитета, заведующий ГубРОСТА и Губиздата, в 1919 году был председателем местного Комсожура (Союз коммунистических журналистов). Михаил Иванович с 1921 года был руководителем губернского Истпарта (Комиссия по истории Октябрьской революции и РКП(б)), он опубликовал ряд исследований из прошлого революционного движения в крае. 
С 1934 года Михаил Лызлов жил в Москве, работал Михаил Иванович на ответственных должностях в отделе печати ЦК Всесоюзной Коммунистической партии (большевиков). 
Михаил Иванович Лызлов писал стихи, театральные рецензии, литературоведческие статьи и заметки. Он является автором, совместно с М. И. Казарцевым, авантюрного романа «Чёрный осьминог» (Воронеж, 1926. Выпуск 1―10). Впервые роман «Чёрный осьминог» был напечатан в апреле-июле 1925 года в газете «Воронежская коммуна», под избранным авторами псевдонимом-акронимом «Мил-Мик» и с подзаголовком «Авантюристический роман из революционной эпохи нашего края».
Умер М. И. Лызлов в декабре 1943 года в Москве.
В Левобережном районе Воронежа была названа улица именем Лызлова Михаила Ивановича. 